# Francesco Chieffi
Francesco Chieffi (Ittiri, 6 mars 1906 - 15 novembre 1968) était un homme politique italien.
Il a été député à l'Assemblée constituante et membre de la Chambre des députés lors de la première législature.
Il a été président du groupe Italcable-Italo-Radio.

## Biographie

### Controverse
Lors de la séance du 13 décembre 1947, les députés Alberto Cianca et Emilio Lussu lancent des accusations contre Chieffi: le premier l'a désigné comme un « collaborateur des Allemands », et le second a déclaré que Chieffi avait été un  « fournisseur de femmes aux Allemands » .
Le 22 décembre 1947, une commission d'enquête parlementaire spéciale, présidée par Luigi Gasparotto, conclut à la majorité que les accusations sont sans fondement à tous égards. Certains membres de la commission ont soumis un rapport minoritaire, qui n'a pas été rendu public pour des raisons réglementaires.

## Commissions parlementaires
- Membre de la IVe Commission (Finances et Trésor)
- Membre de la Xe Commission 
(Industrie et Commerce)
- Membre de la Commission spéciale pour l'examen du projet de loi n° 20 : "Ratification des accords internationaux signés à Paris le 16 avril 1948".
- Membre de la Commission spéciale pour l'examen du projet de loi n° 36 : " Ratification de l'accord de coopération économique entre l'Italie et les Etats-Unis, conclu à Rome le 28 juin 1948 ".
- Membre de la Commission spéciale pour l'examen et l'approbation des projets de loi sur la presse
- Membre de la Commission spéciale pour l'examen des mesures relatives aux dommages de guerre
- Membre de la Commission spéciale chargée de l'examen du projet de loi n° 1762 : " Délégation au Gouvernement de la réglementation des activités productives et de la consommation ".
- Membre de la Commission spéciale pour l'examen du projet de loi Fadda ed altri n. 1513 : "Accueil en Sardaigne de la surpopulation provenant d'autres régions par la valorisation des ressources agricoles et industrielles de l'île. Mise en place du projet de développement de la Sardaigne".
- Membre de la Commission parlementaire pour l'avis sur le nouveau tarif général des droits de douane
- Membre du Conseil pour les traités commerciaux et la législation douanière

## Sources
- (it) Cet article est partiellement ou en totalité issu de l’article de Wikipédia en italien intitulé « Francesco Chieffi » (voir la liste des auteurs).